# باب السباح
باب السَباح وباب السَبَح هو أحد أبواب مدينة صنعاء القديمة الرئيسة التي كانت تشكل منافذ رئيسة للدخول والخروج من جهات مختلفة للمدينة عبر السور المحكم الذي كان يحيط بها من جميع الاتجاهات، وهي باب اليمن، وباب شعوب، وباب ستران (الذي كان يُسمى أيضاً باب القصر)، وباب السباح. وهناك أبواب أخرى، ولكنها كانت مداخل لأحياء أخرى خارج سور مدينة صنعاء القديمة، مثل باب خزيمة، وباب الشقاديف، وباب البلقة، وباب الروم، وباب القاع، وقد اندثرت جميعها عدا باب اليمن.
كان باب السباح يقع تقريباً في منتصف الجهة الغربية للسور ويؤدي إلى الجهة الغربية باتجاه كل من حي بئر العزب والحقل. غير أنه تهدم في عهد العثمانيون في العام 1869 وكان موقعه غرب سائلة صنعاء، ثم بنوا في العام 1899 باب آخر أسمي باب شراره إلى جهة غرب المدينة، غير أن الناس اعتادوا الإسم القديم وهو باب السباح وأصبح هو الاسم الأكثر تداولاً بدلاً من باب شرارة، وقد تهدم الباب في منتصف الستينيات من القرن الماضي